# 側鰓目
側鰓目（學名：Pleurobranchida），舊作側鰓類（Pleurobranchomorpha）支序或右鰓類支序，是腹足綱軟體動物的一個目級分類單元，是裸側類兩大分支的其中一支。其姊妹支序為裸鰓類支序。
從布歇特和洛克羅伊的腹足類分類 (2005年)開始，側鰓類與裸鰓類共同合組裸側類。有部分文獻比照背楯目而將側鰓類同樣定為目級分類單元；而背楯目同時亦成為了側鰓目的異名。
側鰓類之下就只有一個分類單元，就是側鰓總科（Pleurobranchoidea）。

## 參看
- 背楯目